# Comté de Tende
 (décembre 2017).
Si vous disposez d'ouvrages ou d'articles de référence ou si vous connaissez des sites web de qualité traitant du thème abordé ici, merci de compléter l'article en donnant les références utiles à sa vérifiabilité et en les liant à la section « Notes et références ».
1258–1581
Entités précédentes :
- Comté de Vintimille

Entités suivantes :
- États de Savoie (Comté de Nice et Principauté de Piémont)

Le comté de Tende ((it) contea di Tenda) était, à l'origine, une seigneurie que la maison de Vintimille devait posséder au Xe siècle.

## Histoire

### De la Marche de Turin au comté de Vintimille
Un acte daté de 954, reconnu comme un faux, cite un comte Gui léguant la chapelle Saint-Michel à l'abbaye de Lérins avant de partir en guerre contre des Sarrasins.

Au Xe siècle le territoire dépend de la famille Ardouin, d'origine franque, marquis de Suse. Ce marquis de Suse aurait accordé des franchises aux habitants de Tende, La Brigue et Saorge. Les comtes de Vintimille Othon et Conrad souscrivent à cet acte.
Le domaine des comtes de Vintimille comprend la vallée de la Roya, de la Bévéra et de la Nervia, la haute et moyenne vallée de la Vésubie (val de Lantosque). La Taggia est la frontière est du comté et le col de Tende est la limite nord. Jusqu'au XIIe siècle, le comté de Vintimille est géré en indivision.

### Création du comté de Tende

#### Les comtes de Vintimille entre la république de Gênes et le comté de Provence
Depuis le XIIe siècle, les comtes de Vintimille doivent faire face à l'agressivité de la ville de Gênes qui essaie de prendre le contrôle des cités côtières. En 1219, la république de Gênes met le siège devant Vintimille. Le comte de Vintimille reçoit l'appui du comte de Provence Raimond Béranger V mais Gênes prend le contrôle de Vintimille le 8 septembre 1222. Guillaume et ses fils Guillaume (VI) et Guillaume-Pierre Ier traitent avec Gênes le 31 juillet 1249 et le 10 novembre 1255. Considérant qu'il ne pouvait pas reprendre Vintimille, un des membres de la famille de Vintimille, Guillaume (VI), dit Guillaumin, cède le 23 février 1258 au comte de Provence Charles d'Anjou tous les biens qu'il possède, Gorbio, Tende, La Brigue, Castellar, Saint-Agnès, et les droits sur le val de Lantosque. Il reçoit alors, sous la directe[Quoi ?] du comte de Provence, des biens en Provence. En 1258, c'est Boniface de Vintimille qui cède au comte de Provence son château de Sospel et ses biens à Breil et à Saorge. L'ensemble des biens acquis par le comte de Provence va former la viguerie de Vintimille dont le siège est à Sospel.

#### Les comtes de Vintimille et les communautés de Tende et de La Brigue
Le 30 septembre 1259, une convention intervient entre les frères Pierre Balbs et Guillaume-Pierre Ier de Vintimille, fils de Guillaume IV, et la communauté de Tende. Dans le château Saint-Georges de Saorge, devant le notaire Giacobino Drubeco, les frères Pierre Balbs et Guillaume-Pierre Ier et la communauté de La Brigue passent une convention sur la justice le 30 septembre 1274. Le 20 août 1282, une convention est passée entre Guillaume-Pierre Ier et Pierre Balbs Ier sur les limites de leurs territoires. Les témoins répondent que les Lascaris sont seigneurs de Tende et La Brigue depuis plus de cinquante ans. Le 9 juin 1283, un compromis est passé devant le notaire du sacré palais Giacobino Drubeco de San Remo, et conservé aux Archives de La Brigue, entre Guillaume-Pierre Ier et la communauté de La Brigue sur les bois de La Brigue.

#### Les comtes de Vintimille et les comtes de Provence
Les autres membres de la famille de Vintimille vont s'opposer au comte de Provence après la mort de Guillaume (VI), en 1259. Une trêve est signée le 17 mai 1278 entre Pierre Balbs et le sénéchal de Provence Guillaume de Burlac. Pierre Balbs promet de faire signer cet accord par son frère Guillaume-Pierre Ier et son neveu Guillaume. Cet accord est renouvelé par un traité signé à Aix le 21 janvier 1285 entre le comte de Provence et Pierre Balbs avec ses neveux Jean Ier et Jacques, fils de Guillaume-Pierre, et ses autres neveux Guillaume VIII et Pierre Balbs, fils de Guillaume.
La seigneurie de Tende fut érigée, dans la deuxième moitié du XIIIe siècle en comté souverain attribué à Guillaume Pierre de Vintimille. Son fils, Jean Ier Lascaris de Vintimille - qui renomma la branche de la famille Lascaris-Vintimille - rendit hommage de son comté de Tende, en 1285, à Charles II d'Anjou, comte de Provence.

### Le comte de Tende dans la Maison de Savoie

#### La Maison de Savoie dans les Alpes-Maritimes
La dédition de Nice à la Savoie en 1388 va changer la position des comtes de Tende par rapport aux comtes de Provence avec l'apparition du comte de Savoie Amédée VII dans les Alpes maritimes. Le 12 novembre 1391 que les syndics de la ville de Nice rendent hommage au représentant du comte de Savoie.
En 1382, le comte de Savoie devient maître de la ville de Coni (Cuneo) située au pied du col de Tende côté piémontais.
C'est le 5 octobre 1419 que Yolande d'Aragon accepte de signer un traité par lequel elle reconnaît au comte de Savoie tous les droits sur les Terres neuves de Provence et Nice. C'est en 1418 que le comte de Savoie Amédée VIII a hérité de la principauté de Piémont. En 1416 l'empereur Sigismond donne à Amédée VIII le titre de duc de Savoie.

#### Le comté de Tende sur la route du sel vers le Piémont
Un accord passé en 1290 entre le comte de Provence Charles II et la commune de Coni (Cuneo) prévoyait que la commune se fournisse en sel à la gabelle de Nice. Ce sel devait aussi venir des salines d'Hyères par les ports de Nice et de Villefranche-sur-Mer ou de Gênes. La première route utilisait la voie construite par les Romains entre Vintimille et Tende par la vallée de la Roya. Les comtes de Provence vont entretenir cette voie qui va passer par la Bévéra et par Sospel, le col de Tende jusqu'à Borgo San Dalmazzo puis Coni.
Mais après la dédition de Nice, Vintimille est repris par les Génois, les comtes de Tende prétendent ne dépendre que du comte de Provence. Ce commerce est alors à la merci des comtes de Tende et dans l'article 19 de la dédition il était écrit : «le comte s'engage à chasser de leurs domaines, par voie de conquête ou d'échange, les comtes de Vintimille, seigneurs de Tende et La Brigue, afin d'assurer la liberté de communication entre Nice et le Piémont». Cette liberté de circulation par le col de Tende a été difficile à assurer. La route part alors de Nice pour aller vers Sospel par L'Escarène, le col de Braus, puis Saorge et Tende par le col de Brouis.
En 1407, le comte de Tende Pierre Balbe II Lascaris ferme le col au passage des marchandises. Une route est aménagée partant de Nice évitant Tende, par Drap, l'Escarène, Lucéram, le col Saint-Roch, le col de Porte, Lantosque, Roquebillière, Saint-Martin-Vésubie puis le col de Fenestre ou le col de Cerise et Coni.

En 1426, La Brigue reconnaît l'autorité du duc de Savoie. Une route peut alors être aménagée évitant Tende en passant par La Brigue.
À la suite de plaintes de passeurs de sel, le comte de Savoie envoie en 1433 Paganino Del Pozzo avec la mission de réparer et compléter le réseau routier de la région. Il aménage à ses frais en six ans une autre route, la route Pagarine, reliant Nice à Coni et Saint-Martin-Vésubie, par Tourrette-Levens, Levens, le Cros d'Utelle et la vallée de la Vésubie. Paganino Del Pozzo était un bourgeois de Coni et fermier de la Gabelle de Nice en 1430.
Le 24 janvier 1454 un accord est signé entre le duc de Savoie et les comtes de Tende ainsi que les syndics de Sospel, Breil et Saorge concernant les passages des Alpes.

#### Transfert du comté de Tende au duc de Savoie
Les comtes puis ducs de Savoie ont leur pouvoir limité dans les Alpes Maritimes par deux grandes familles féodales : les Lascaris de Vintimille comtes de Tende et les comtes Grimaldi de Beuil. Ils vont vouloir prendre le contrôle de ces deux comtés. Les comtes vont essayer de conserver leur liberté d'action en jouant sur les conflits entre les rois de France devenus comte de Provence en 1481 et les ducs de Savoie.
René de Savoie, fils naturel de Philippe II duc de Savoie, se marie en 1501 avec Anne Lascaris, héritière du comte de Tende,. Ce dernier décède en 1509,.
Entre 1574 et 1581, la Maison de Savoie s'approprie les droits sur le comté des derniers descendants de la tige des Savoie-Tende. Ainsi, en 14 octobre 1574, le duc Philibert II de Savoie prend possession des droits de Jacques Ier d'Urfé qui vient de décéder. Par un accord du 16 novembre 1575, c'est au tour de Renée de Savoie-Tende, veuve de Jacques d'Urfé, d'échanger ses droits sur le comté de Tende et la souveraineté de Maro avec le duc de Savoie contre le marquisat de Baugé ou Bâgé en Bresse et la comté de Rivoli (Rivole) en Piémont,. Malgré l'échange avec Renée de Savoie-Tende et la résignation des droits sur le comté de Henriette de Savoie-Villars, fille unique et héritière d'Honorat II de Savoie, les habitants de Tende prêtent tout de même serment au duc de Mayenne, Charles de Lorraine, son second époux. À partir de 1576, elle négocie avec le duc de Savoie un échange de ses droits sur Tende et Oneille contre le marquisat de Miribel comprenant Monthelier, Sathonay en Bresse et de Loyettes. Un accord est trouvé en 1579.
Le 4 septembre 1581, les droits sur le comté de Tende sont définitivement transférés à la Maison de Savoie,,.

### Après 1581
Voie de transport importante de marchandises entre Nice et Villefranche et le Piémont jusqu'en 1815, date à laquelle le royaume de Sardaigne prend possession de l'ancienne république de Gênes devenue république ligurienne, les ducs de Savoie ont fait faire des travaux pour améliorer la circulation et la vitesse de transit dans la vallée de la Roya en particulier au niveau des gorges de Saorge. Ils ont essayé à deux reprises de percer un tunnel sous le col de Tende. Le tunnel routier du col de Tende n'a été finalement percé qu'en 1882.
Lors du Traité de Turin (1860) qui transféra la région de Nice à la France, les communes de Tende et de La Brigue restèrent dans le royaume d'Italie.
Le partage de l'ancien comté de Tende entre la France et l'Italie, en créant des frontières artificielles dans des communautés anciennes, a compliqué leur vie, créé des difficultés de gestion des ressources hydroélectriques et ralenti la réalisation des lignes ferroviaires, ligne de Tende ou ligne Vintimille-Coni.
À la suite du traité de Paris du 10 février 1947, ces territoires passèrent sous souveraineté française.